# Norberto Bonesana
Norberto Celestino Bonesana (f. 1991) fue un militar argentino, perteneciente a la Armada, que se desempeñó como interventor federal de facto del Territorio Nacional de la Tierra del Fuego, Antártida e Islas del Atlántico Sur brevemente entre marzo y abril de 1976, después del golpe de Estado que comenzó la dictadura autodenominada «Proceso de Reorganización Nacional».

## Biografía

### Carrera militar
Entre febrero de 1974 y enero de 1975, fue comandante del crucero ARA General Belgrano (C-4).
Fue comandante del Área Naval Austral, con sede en la Base Naval Ushuaia, entre febrero de 1976 y enero de 1977. Tras el golpe de Estado del 24 de marzo de 1976, quedó como interventor de facto del Territorio Nacional de la Tierra del Fuego, Antártida e Islas del Atlántico Sur por la Junta Militar. Ocupó el cargo durante unas semanas, hasta la designación del capitán de navío Luis Jorge Arigotti como gobernador de facto en el mes de abril.
Entre febrero y junio de 1977, fue Jefe del Estado Mayor del Comando de Operaciones Navales en la Base Naval Puerto Belgrano. En ese rol, organismos de derechos humanos lo señalan con responsabilidad en algunos centros clandestinos de detención bajo su mando y en el Grupo de Tareas 3.3 de la Escuela de Mecánica de la Armada (ESMA). No fue juzgado por la ley de Punto Final.
Pasó a retiro con el grado de contraalmirante.

### Fallecimiento
Falleció en 1991.